# Gare d'Aime-La Plagne
La gare d'Aime-La Plagne est une gare ferroviaire française de la ligne de Saint-Pierre-d'Albigny à Bourg-Saint-Maurice (aussi appelée « ligne de la Tarentaise »), située sur le territoire de la commune d'Aime-la-Plagne, dans le département de la Savoie, en région Auvergne-Rhône-Alpes.
La gare est située dans la vallée de la Tarentaise, à 654 m d'altitude. Elle doit son deuxième nom à la station de sports d'hiver de La Plagne (faisant partie du domaine skiable Paradiski), desservie directement au départ d'Aime.
C'est une gare de la Société nationale des chemins de fer français (SNCF), desservie toute l'année par des trains régionaux du réseau TER Auvergne-Rhône-Alpes. En saison d'hiver, des TGV et des Eurostar complètent cette desserte.

## Situation ferroviaire

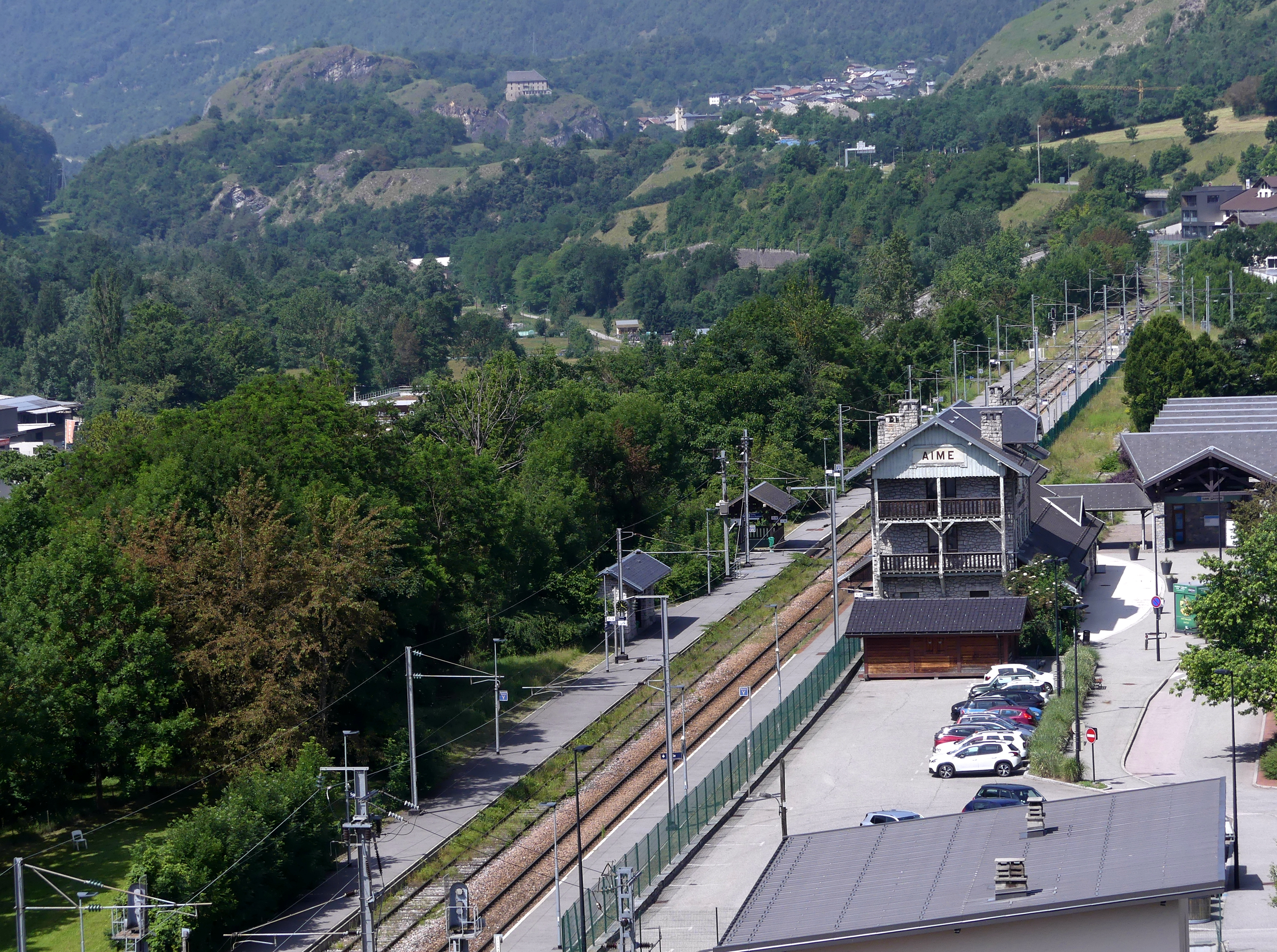
La gare en direction de Chambéry.

Établie à 654 m d'altitude, la gare d'Aime-La Plagne est située au point kilométrique (PK) 66,656 de la ligne de Saint-Pierre-d'Albigny à Bourg-Saint-Maurice, entre les gares ouvertes de Moûtiers - Salins - Brides-les-Bains et Landry.
La gare comporte deux voies, encadrées de deux quais latéraux. Le quai A jouxtant le bâtiment voyageur mesure 410 m, le quai B qui dessert la voie d'évitement (ligne à voie unique) est lui long de 390 m.

## Histoire
La gare a été inaugurée le 20 octobre 1913, en même temps que la portion de ligne allant de Moûtiers à Bourg-Saint-Maurice. À un notable trafic de voyageurs favorisé par sa situation en zone touristique s'est ajouté dès son ouverture celui des minerais concentrés de plomb argentifère, descendus par câble aérien depuis les mines de La Plagne, et transportés par fer jusqu'à la fonderie de Noyelles-Godault. Ce trafic a cessé en février 1973 avec la fermeture des mines.

## Service des voyageurs

### Accueil
Gare de la SNCF, elle dispose d'un bâtiment voyageurs, avec guichet, ouvert les lundis, vendredis, samedis, dimanches et les jours fériés. Elle est équipée d'automates pour l'achat de titres de transport, d'une salle d'attente et de toilettes.
Une bagagerie existe également. Ce service n'est toutefois disponible que durant la période hivernale (de décembre à avril)[réf. souhaitée].

### Desserte
La gare d'Aime-La Plagne est desservie par des trains TER Auvergne-Rhône-Alpes, assurant les liaisons :
- Aix-les-Bains-Le Revard ↔ Chambéry - Challes-les-Eaux ↔ Albertville ↔ Moûtiers - Salins - Brides-les-Bains ↔ Bourg-Saint-Maurice ;
- Lyon-Part-Dieu ↔ Chambéry - Challes-les-Eaux ↔ Albertville ↔ Moûtiers - Salins - Brides-les-Bains ↔ Bourg-Saint-Maurice (uniquement les samedis en saison hivernale)[8].

Pendant la saison d'hiver et plus particulièrement les week-ends, la gare assure également la desserte vers les stations de ski environnantes, regroupées dans le domaine Paradiski, notamment la station de La Plagne. Cette desserte saisonnière est assurée par :
- des TGV inOui, sur les relations :
  - Paris-Gare-de-Lyon ↔ Chambéry - Challes-les-Eaux ↔ Albertville ↔ Moûtiers - Salins - Brides-les-Bains ↔ Bourg-Saint-Maurice (circule également en été),
  - Lille-Flandres ↔ Chambéry - Challes-les-Eaux ↔ Albertville ↔ Moûtiers - Salins - Brides-les-Bains ↔ Bourg-Saint-Maurice,
  - Nantes ↔ Albertville ↔ Moûtiers - Salins - Brides-les-Bains ↔ Bourg-Saint-Maurice (deux samedis des vacances de février) ;
- un train Ouigo, sur la relation Paris-Gare-de-Lyon ↔ Bourg-Saint-Maurice (tous les jours de décembre à mars) ;
- des trains Eurostar (ex-Thalys), sur la relation Amsterdam / Bruxelles-Midi / Lille-Europe (correspondance spécifique avec Londres) ↔ Moûtiers - Salins - Brides-les-Bains ↔ Bourg-Saint-Maurice.

### Intermodalité
Un parc pour les vélos, un parking et une gare routière sont aménagés à ses abords.

## Galerie de photographies

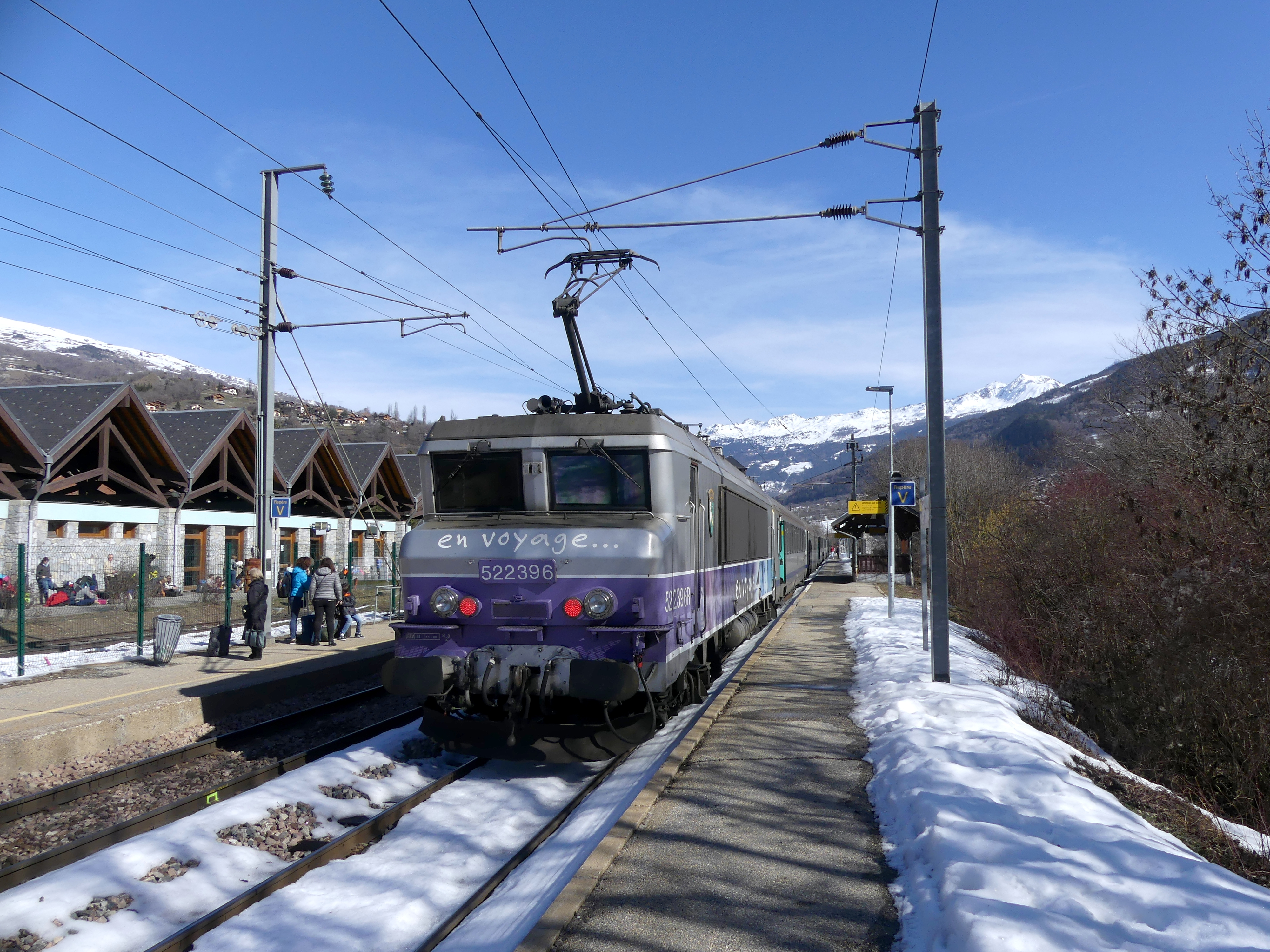
TER Auvergne-Rhône-Alpes sur la relation Lyon - Bourg-Saint-Maurice.
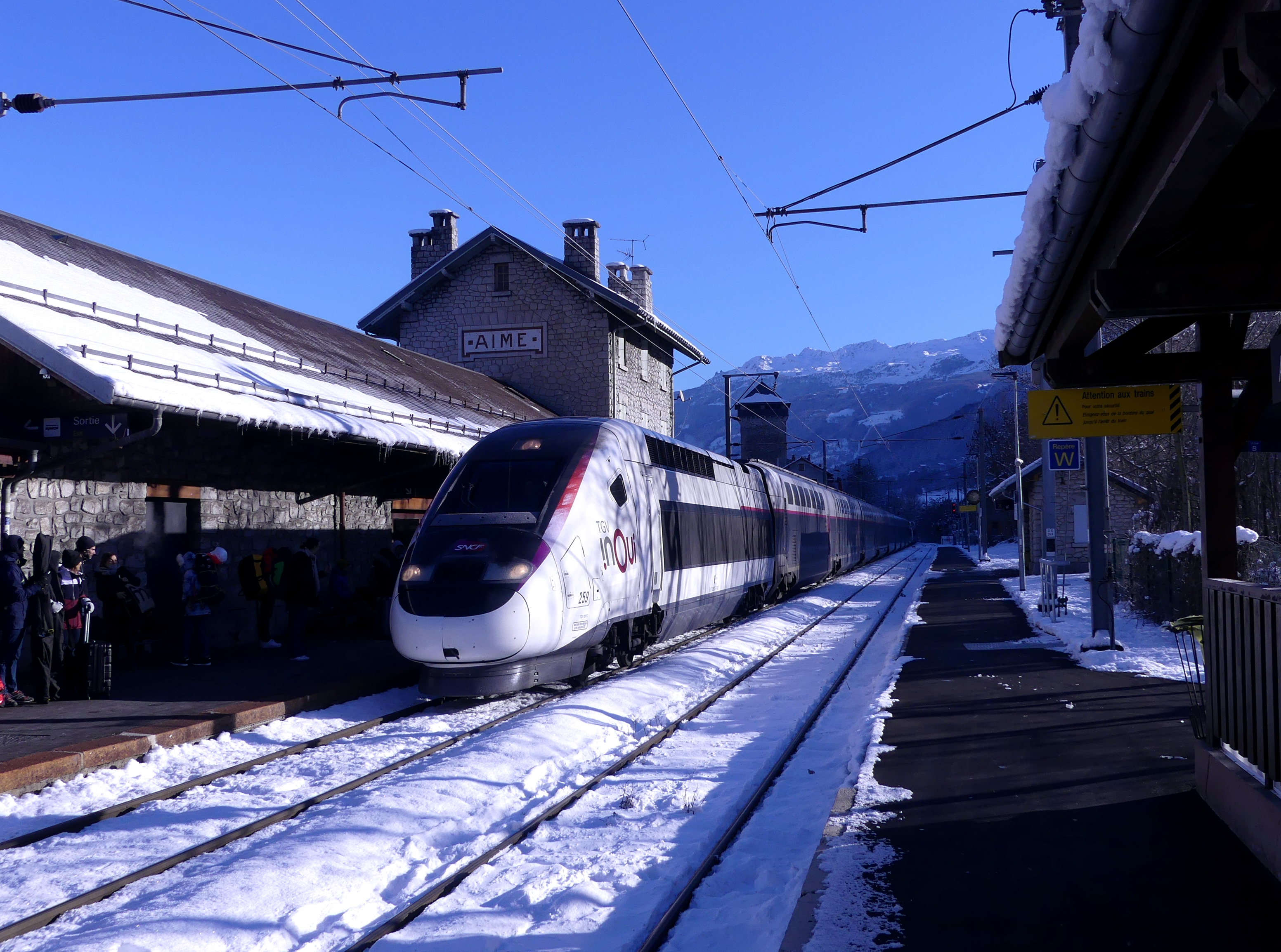
TGV Bourg-Saint-Maurice - Paris en hiver.
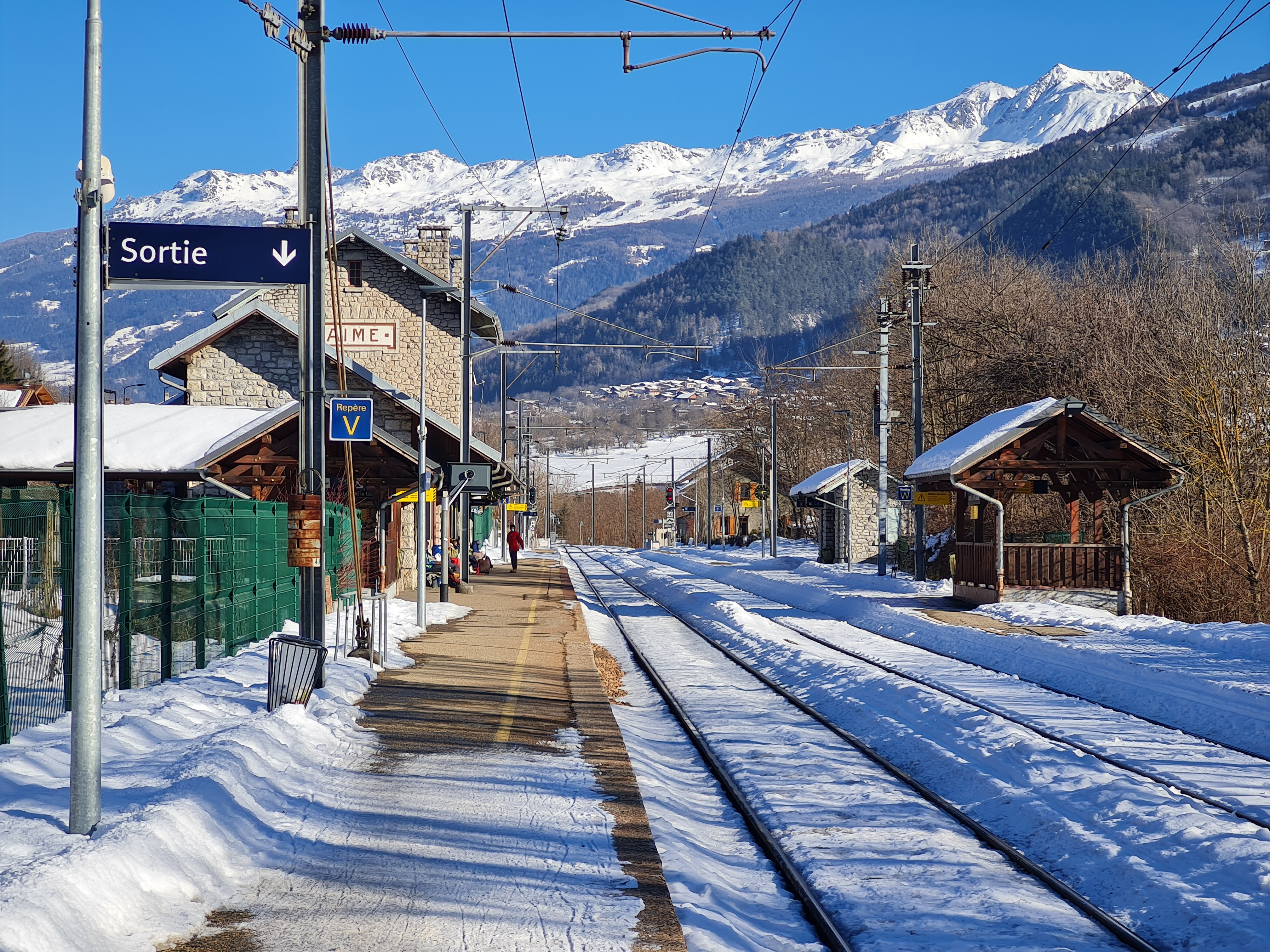
Quais et voies en hiver.
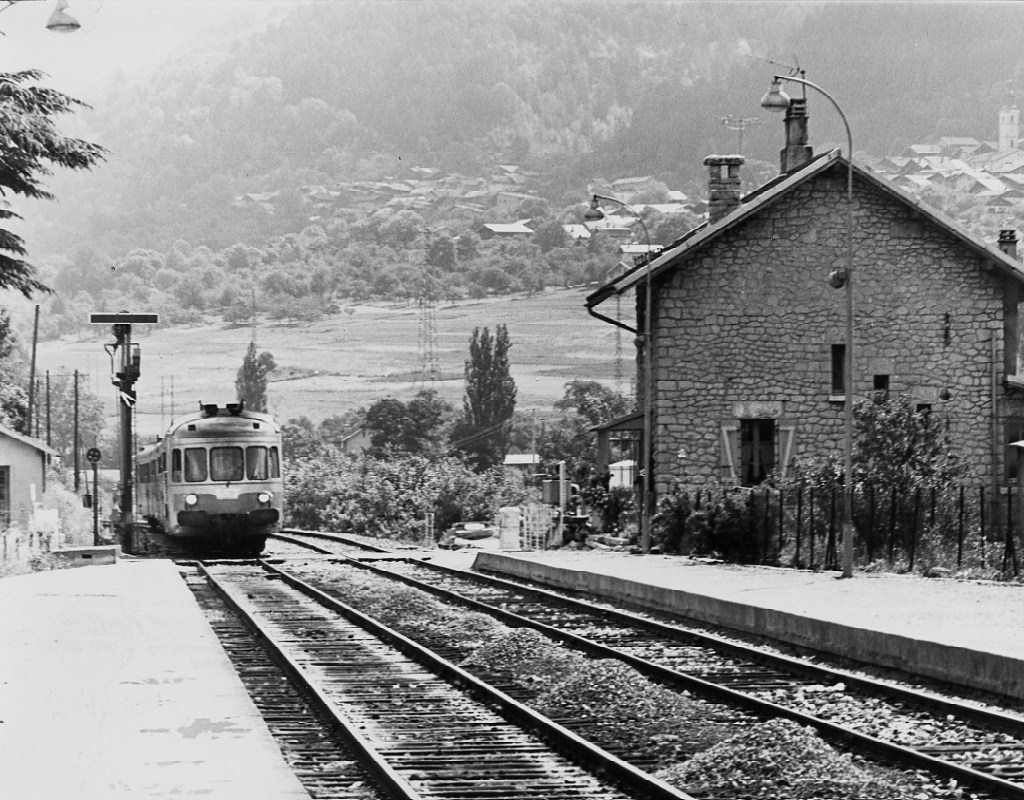
RGP pour Lyon-Perrache via Chambéry et Saint-André-le-Gaz entrant en gare en juin 1978.
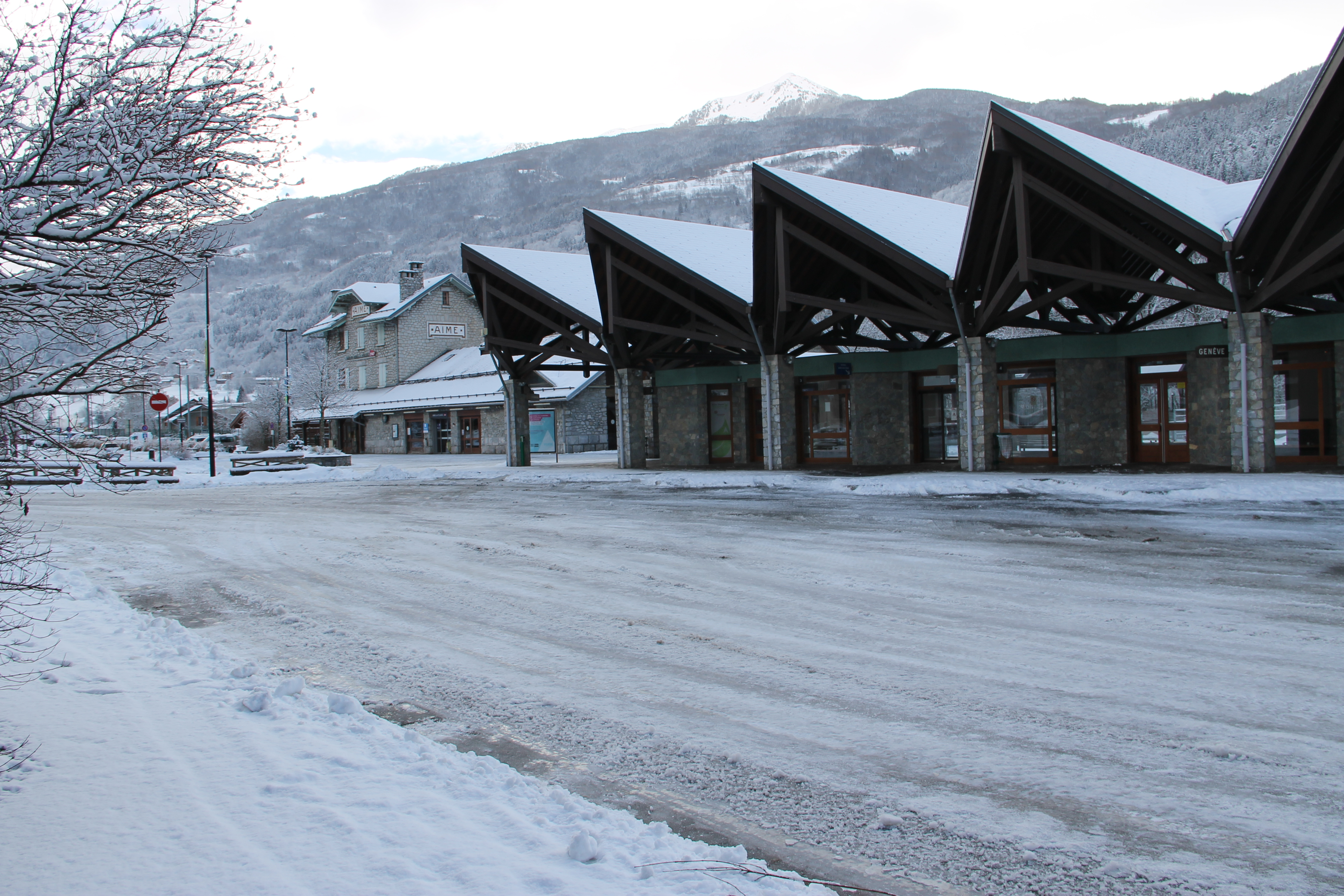
Bâtiment voyageurs et gare routière le 28 janvier 2019.
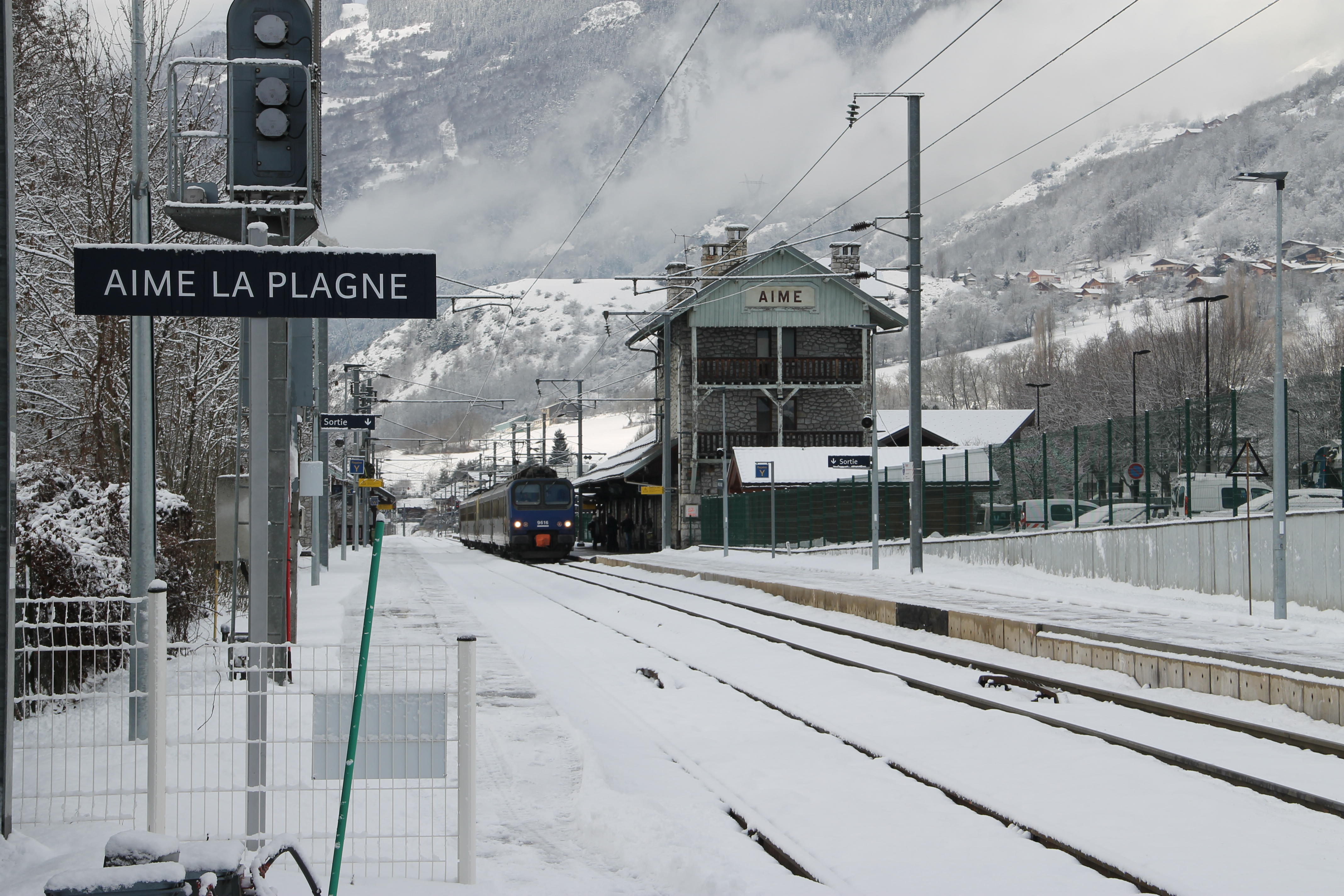
Vue vers Albertville et TER pour Bourg-Saint-Maurice.